# Савез за церебралну и дечију парализу Србије
Савез за церебралну и дечију парализу Србије је добровољна, непрофина, неполитичка и нестраначка социјално-хуманитарна организација која окупља око 3000 особа са церебралном и дечјом парализом. Основан је 1973. године, а седиште му је у  Панчићевој 12 у Београду.

## Опште информације
Прва иницијатива за оснивање Друштва за бригу о деци са церебралном парализом покренута је 1957. године, а Савез за ЦДП Србије настао је 1973. године како би се подстакло деловање организација и ван Београда и радило на унапређењу положаја особа са инвалидитетом.
Мисија Савеза за ЦДП Србије је да олакша, омогући и унапреди укључивање својих чланова у свакодневне токове живота као равноправних чланова друштва, тако што ће допринети оснаживању појединаца, њихових породица, удружења, али и развијању сензибилисаности целокупног друштва и подстицању друштвеног активизма и солидарности у овој области.
Савез за ЦДП Србије представља и заступа председник Савеза, а органи Савеза су: Скупштина, Управни одбор, Надзорни одбор и стручна служба који доносе одлуке у вези рада Савеза. Савез чине 53 организације - чланице које се налазе на територији целе Србије. Чланице Савеза су удружења која окупљају чланове, односно особе са последицама церебралне и дечије парализе. Стручну службу Савеза чине лица запослена у Савезу : секретар, пословни секретар, стручни сарадник и администратор.
Савез за ЦДП Србије је члан Националне организације особа са инвалидитетом НООИС, као кровне организације која окупља 15 различитих националних организација и преко 80 000 чланова, тако да је у свом раду повезан са већином организација за особе са инвалидитетом. Савез за ЦДП Србије има и своје делегате за Скупштину НООИС-а. Савез је сарађивао и сарађује с бројним институцијама/актерима: Министарством за рад, запошљавање, борачка и социјална питања, Специјалном болницом за церебралну парализу и развојну неурологију, Министарством здравља, Министарством културе и информисања, Факултетом за специјалну едукацију и рехабилитацију, основним и средњим школама, Националном службом за запошљавање, другим хуманитарним и организацијама цивилног друштва, предузећима, приватним сектором, фондацијама, задужбинама.